# Oliveda
Oliveda es una entidad de población española del municipio de Massanet de Cabrenys, perteneciente a la provincia de Gerona, en la comunidad autónoma de Cataluña.

## Historia
Hacia mediados del siglo XIX, el lugar, ya por entonces perteneciente a Massanet de Cabrenys, incluía en su término siete alquerías. Aparece descrito en el duodécimo volumen del Diccionario geográfico-estadístico-histórico de España y sus posesiones de Ultramar de Pascual Madoz con las siguientes palabras:

OLIVEDA: ald. en la prov. y dióc. de Gerona, part. jud. de Figueras, aud. terr., c. g. de Barcelona, ayunt. de Masanet de Cabrenis. Se compone de unas 7 alq.: sit. en terreno quebrado y montuoso al pié de los Pirineos, y una capilla con culto público, y pila bautismal, dedicada á S. Andrés, sufragánea de la de los Horts; depende de Masanet en lo civil y administrativo.
(Madoz, 1849, p. 244)

En 2023, la entidad singular de población tenía empadronados doce habitantes.